# Monte Grande (Colli Euganei)
Il Monte Grande (474 m), situato nei comuni di Teolo (Padova) e di Rovolon, è posto nella sezione nord dei Colli Euganei.
Adiacente ad esso è il Monte della Madonna, da cui è separato dal Passo Fiorine.

## Descrizione
Il Monte Grande è sede della Stazione Meteorologica, Radar e centro Meteo di Teolo, ben visibile anche da grandi distanze.
Una strada forestale chiusa al traffico veicolare permette di visitare il monte in quasi tutta la sua interezza. La forestale parte da via Bettone (che congiunge Teolo con Rovolon) e, su numerosi tornanti, raggiunge la cima transitando nei pressi del Radar meteorologico. La strada, di nuovo su tornanti dalla pendenza agevole, torna a scendere verso il Passo Fiorine. 
Un tratto di questa strada forestale era un tempo percorsa dalla Gran Fondo Transeuganea di Mountain Bike.
Poco sotto la cima e verso Bresseo di Teolo, inizia un sentiero che consente di compiere il giro ad anello in quota su un percorso molto vario e interessante per la presenza di sculture in pietra.

## Galleria d'immagini

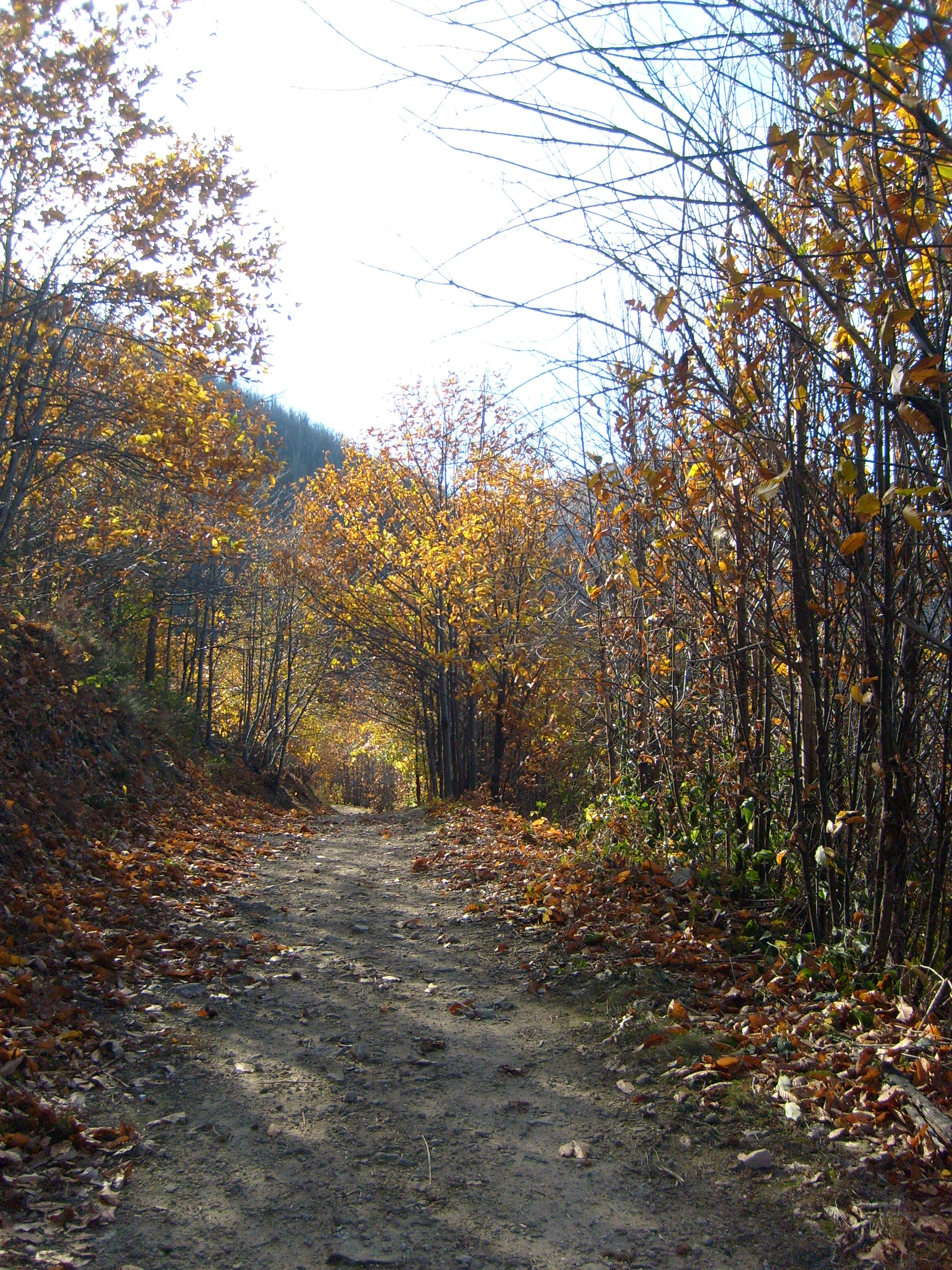
Il sentiero del Monte Grande
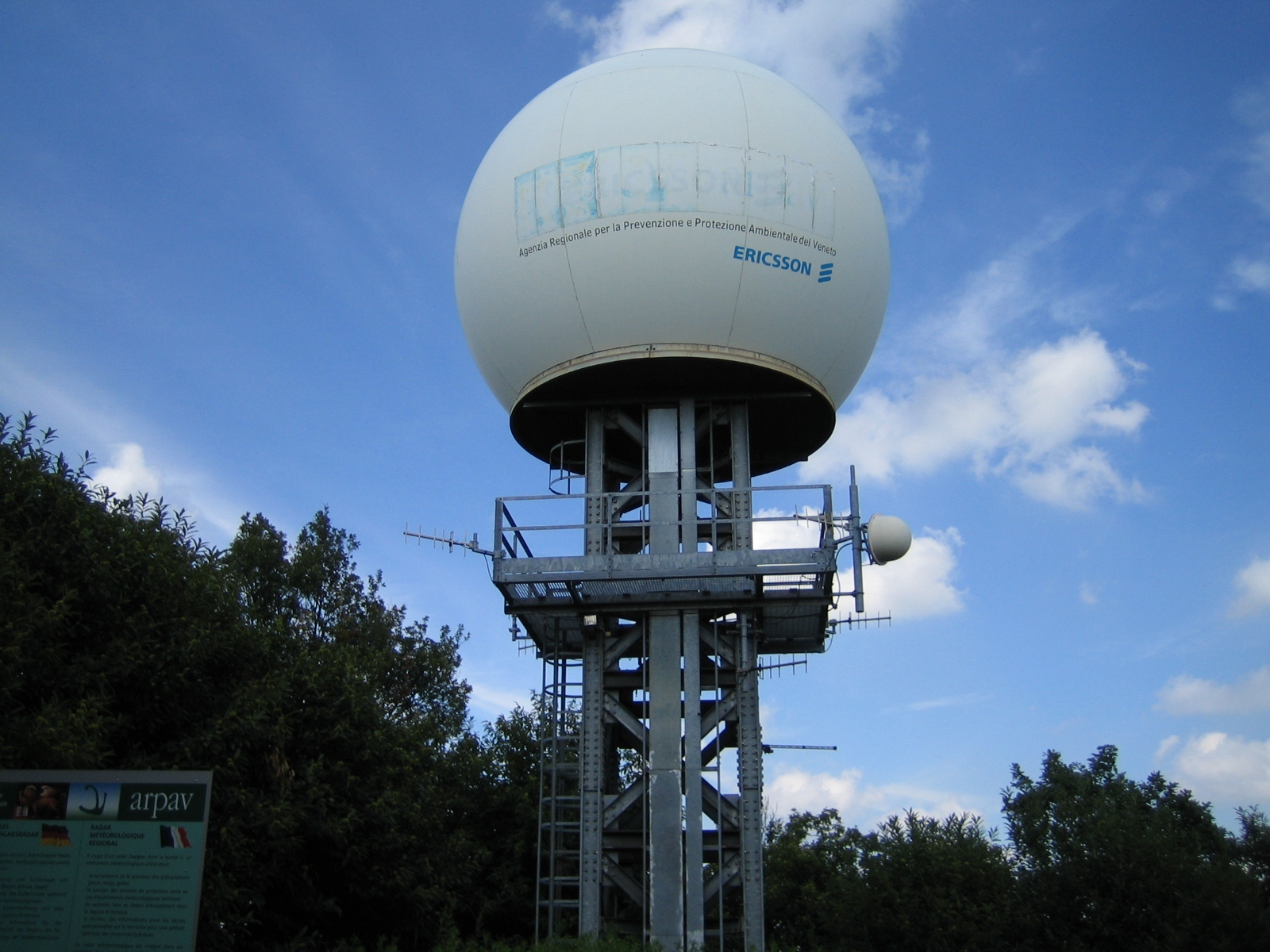
Il radar meteorologico
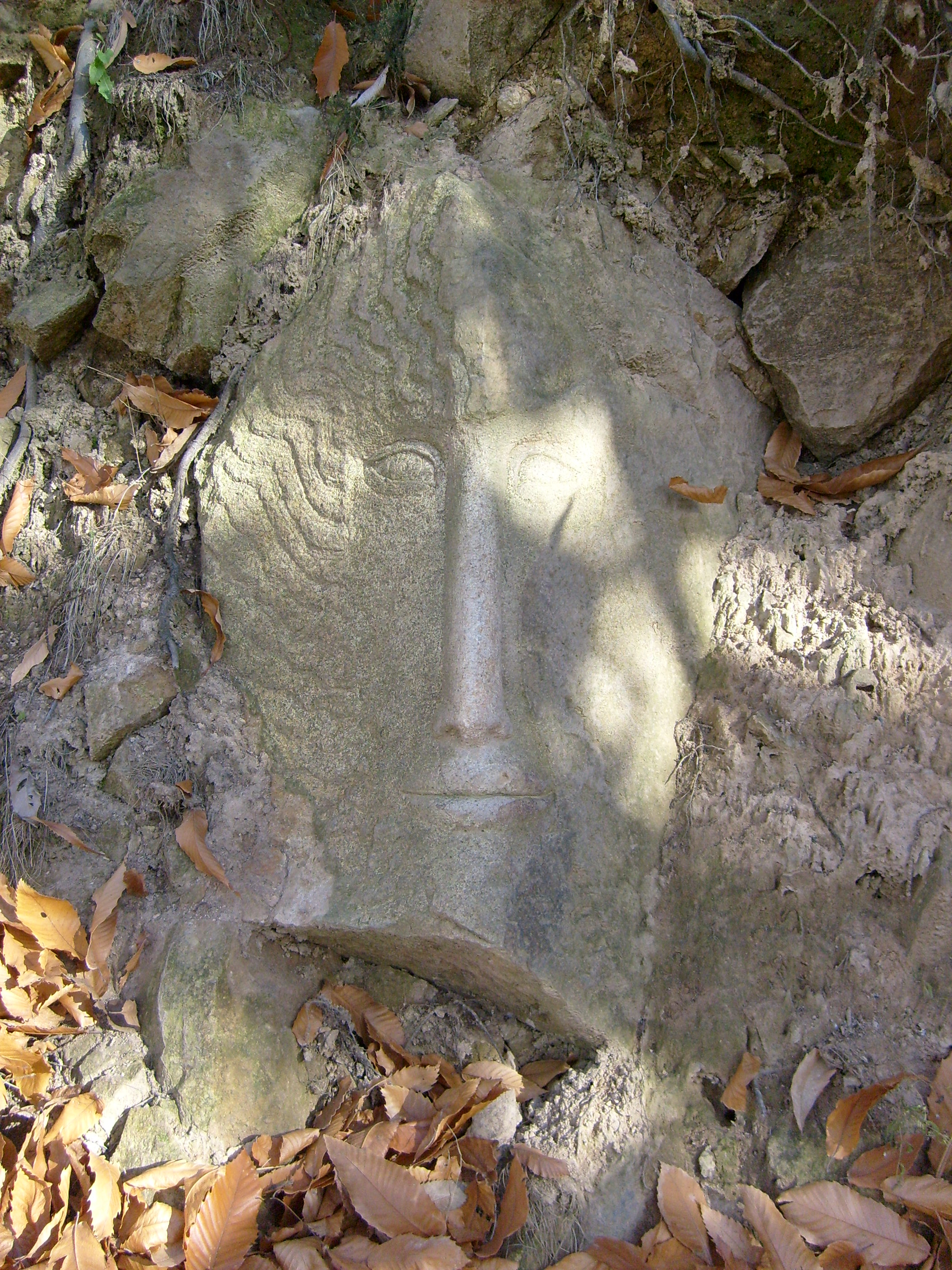
Scultura sul sentiero del Monte Grande
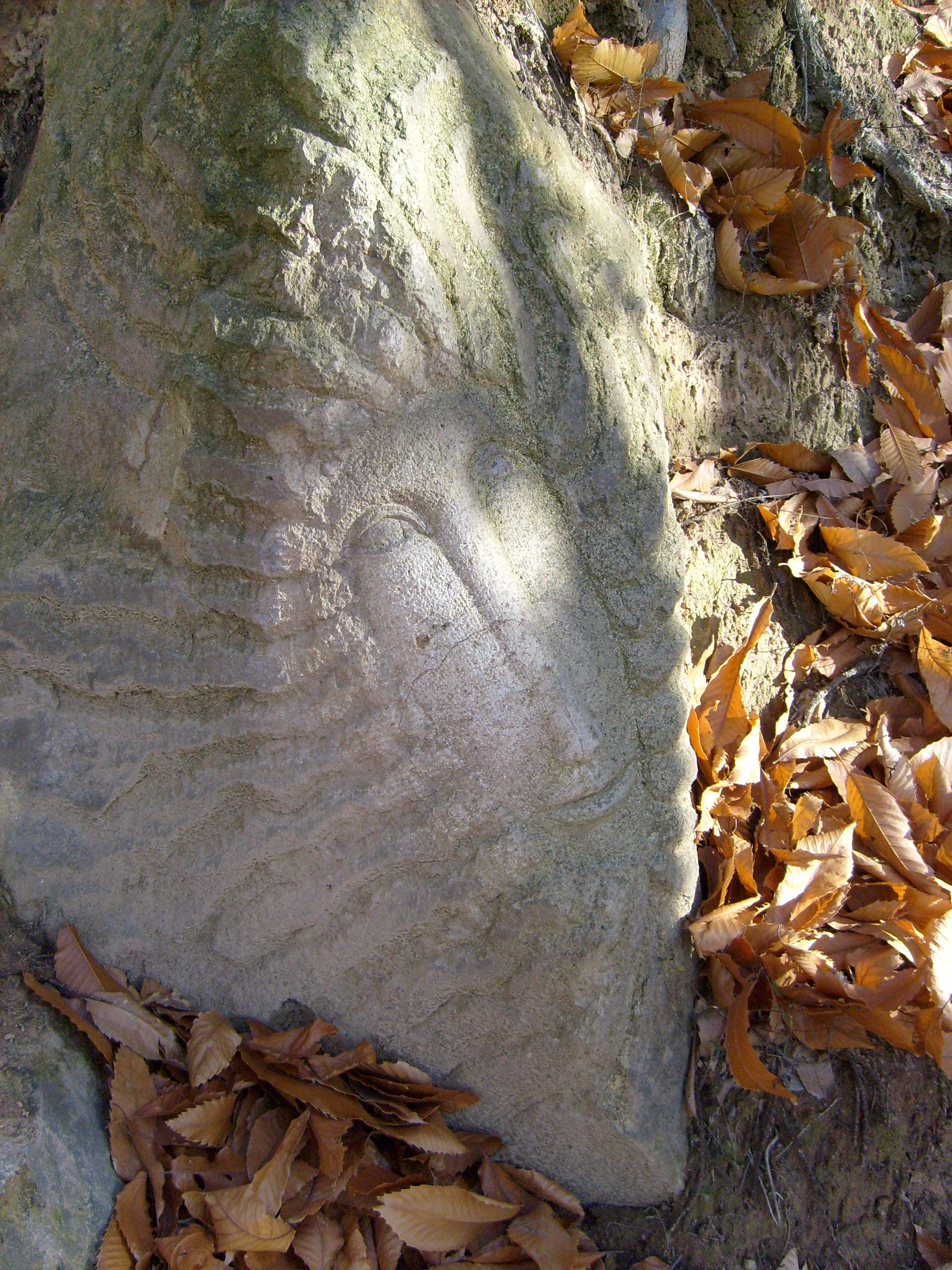
Scultura sul sentiero del Monte Grande